# Calycopis buphonia
Calycopis buphonia is een vlinder uit de familie van de Lycaenidae. De wetenschappelijke naam van de soort werd als Thecla buphonia in 1868 gepubliceerd door Hewitson.